# Rohammentő (film)
A Rohammentő (eredeti cím: Ambulance) 2022-ben bemutatott amerikai akció-thriller, amelyet Michael Bay rendezett és készített. A film a New Republic Pictures, az Endeavor Content, a Project X Entertainment és a Bay Films koprodukciójában készült, Laurits Munch-Petersen és Lars Andreas Pedersen 2005-ös, azonos című dán filmje alapján. A főszerepben Jake Gyllenhaal, Yahya Abdul-Mateen II és Eiza González látható.
A projektet először 2015 augusztusában jelentették be, és Phillip Noyce vállalta a rendezést. Őt 2017-ben Navot Papushado és Aharon Keshales váltotta, akiket végül Bay cserélt le 2020-ban. A forgatás 2021 januárjában kezdődött Los Angelesben Roberto De Angelis operatőrrel, és márciusban fejeződött be. Az utómunkálatok során Lorne Balfe szerezte a zenét. A filmet az Amerikai Egyesült Államokban 2022. április 8-án, míg Magyarországon egy nappal korábban, április 7-én mutatták be a mozikban a UIP-Dunafilm forgalmazásában.

## Cselekmény
William Sharp háborús veteránnak nagy szüksége van 231 000 dollárra a felesége műtétjére. Felkeresi örökbefogadott bátyját, Danny-t, aki egy bűnöző, és rábeszéli, hogy vegyen részt egy 32 millió dolláros bankrablásban. A rablás rosszul sül el, amikor lelőnek egy Los Angeles-i rendőrtisztet. A páros hamarosan egy mentőautóban menekül, miközben egy mentős és a haldokló tiszt a túszuk.

## Szereplők
| Szerep                  | Színész               | Magyar hang       |
| ----------------------- | --------------------- | ----------------- |
| Danny Sharp             | Jake Gyllenhaal       | Csőre Gábor       |
| William "Will" Sharp    | Yahya Abdul-Mateen II | Papp Dániel       |
| Camille "Cam" Thompson  | Eiza González         | Dobó Enikő        |
| Tyler Monroe százados   | Garret Dillahunt      | Forgács Péter     |
| Hector "Papi" Gutierrez | A Martinez            | Gáspár Sándor     |
| Anson Clark ügynök      | Keir O’Donnell        | Schmied Zoltán    |
| Amy Sharp               | Moses Ingram          | Nemes Takách Kata |
| Castro                  | Wale Folarin          | Ember Márk        |
| Mark Ranshaw tizedes    | Cedric Sanders        | Kenéz Ágoston     |
| Zach Parker             | Jackson White         | Markovics Tamás   |
| Scott Dawkins           | Colin Woodell         | Ágoston Péter     |
| Dhazghig hadnagy        | Olivia Stambouliah    | Sallai Nóra       |
| Roberto Gutierrez       | Jesse Garcia          | Debreczeny Csaba  |
| Victor                  | Victor Gojcaj         | Gyurin Zsolt      |
| Wade                    | Remi Adeleke          | Mészáros András   |
| Mel Gibson              | Devan Chandler Long   | Varga Rókus       |
| Randazzo                | Mario Randazzo        | Gémes Antos       |
| Lindsey                 | Briella Guiza         | Takó-Boross Flóra |
| Trent                   | Brendan Miller        | Fehér Tibor       |
| Jay                     | Jamie McBride         | Epres Attila      |
| Kyle                    | Brendan Robinson      | Kossuth Gábor     |
| Terapeuta               | Annabelle Gurwitch    | Márton Eszter     |
| Lindsey anyja           | Jenn Proske           | Pallai Mara       |
| Orvlövészek vezetője    | Paul Thoma            | Seder Gábor       |
| Kommandósok vezetője    | Adam Affrunti         | Dévai Balázs      |
| Jesus                   | Jose Pablo Cantillo   | Brasch Bence      |
| Bankigazgató            | Evan Metropoulos      | Albert Gábor      |

### Magyar változat
- Magyar szöveg: Speier Dávid
- Felvevő hangmérnök: Középen Péter
- Vágó: Sári-Szemerédi Gabriella
- Gyártásvezető: Kincses Tamás
- Szinkronrendező: Nikodém Zsigmond
- Produkciós vezető: Hagen Péter

A szinkront az Mafilm Audio Kft. készítette.

## A film készítése

### Utómunka
A film zenéjét Lorne Balfe szerezte; Bayjel korábban a 13 óra: Bengázi titkos katonái (2016) és a Six Underground – Hatan az alvilágból (2019) című filmekben dolgozott együtt. A zenét a londoni Abbey Road stúdióban vették fel, és 2022. április 8-án adta ki a Back Lot Music. A vágást Pietro Scalia végezte. A film költségvetése végett Bay elmondta, hogy nem volt elégedett a film egyes vizuális effektjeivel: „Nincs benne túl sok CGI. És tudod, ebben a filmben a CGI egy része pocsék.” Egy külön interjúban hozzátette: „Nem nagyon használok CGI-t. A Rohammentőben nagyon kevés CGI van. Az egész valódi baleset... Ha már CGI-t használsz, akkor annak valósághűnek kell lennie.”

## Megjelenés
A Rohammentőt 2022. március 20-án mutatták be a párizsi UGC Normandie-ban. A filmet március 22-én Berlinben, március 23-án Londonban, március 24-én Spanyolországban, április 4-én Los Angelesi cademy Museum of Motion Pictures-ben, április 5-én pedig Miamiban mutatták be. A Los Angeles-i eseményen részt vett Jason Momoa is, aki azért ment oda, hogy támogassa Abdul-Mateint, az Aquaman színésztársát.
A filmet az Egyesült Államokban 2022. április 8-án mutatta be a Universal Pictures. Eredetileg 2022. február 18-án jelent volna meg, egy időben az Uncharted bemutatásával, de előrehozták, miután a Sony április 8-ról július 15-re halasztotta A gyilkos járat megjelenését, így az időpont egy másik film számára maradt szabadon. A filmet 17 nappal a mozibemutató után a Peacockon sugározták. Az Ukrajna elleni orosz invázió miatt a Universal "felfüggesztette" a film oroszországi mozibemutatóját.